# Georg Dragendorff
Georg Dragendorff, född 8 april 1836 i Rostock, död där 7 april 1898, var en tysk farmakolog och kemist.
Dragendorff blev filosofie doktor i Rostock 1861 och medicine hedersdoktor i München 1872. Sedan 1864 utövade han såsom professor i farmaci i Dorpat en mycket betydelsefull verksamhet, i det han dels själv utförde, dels gav uppslag till och ledde ett stort antal farmakologiska och farmakologisk-kemiska arbeten, varvid han särskilt bidrog till utbildandet av de analytiska metoderna. 
Rika erfarenheter på nämnda områden nedlade han i Die qualitative und quantitative Analyse von Pflanzen und Pflanzentheilen (1882). Även var han verksam på den rättsmedicinska kemins område, inom vilket område han publicerade Die gerichtlich-chemische Ermittelung von Giften (flera upplagor) samt Beiträge zur gerichtlichen Chemie (1871).